# Мосарбес
Мосарбес (ісп. Mozárbez) — муніципалітет в Іспанії, у складі автономної спільноти Кастилія-і-Леон, у провінції Саламанка. Населення — 470 осіб (2010).
Муніципалітет розташований на відстані близько 170 км на захід від Мадрида, 12 км на південь від Саламанки.
На території муніципалітету розташовані такі населені пункти: (дані про населення за 2010 рік)
- Алісасес: 40 осіб
- Альєнде-дель-Каміно: 0 осіб
- Арісеос: 0 осіб
- Сільєрос-ель-Ондо: 5 осіб
- Ла-Деесілья: 2 особи
- Мінас-де-Прадо-В'єхо: 0 осіб
- Монтельяно: 6 осіб
- Мосарбес: 386 осіб
- Сан-Крістобаль-де-Монте-Агудо: 2 особи
- Санто-Томе-де-Росадос: 6 осіб
- Торресілья: 0 осіб
- Турра: 13 осіб
- Венторро-де-ла-Палома: 10 осіб

## Демографія
Динаміка населення (INE ):

## Зовнішні посилання
- Провінційна рада Саламанки: індекс муніципалітетів [Архівовано 23 квітня 2009 у Wayback Machine.]
- Посилання на Google Maps